# Whitney Pavlik
Whitney Pavlik (* 3. November 1983 in Laguna Beach, Kalifornien) ist eine US-amerikanische Beachvolleyballspielerin.

## Karriere
Pavlik spielte auf der AVP-Tour 2007 mit Kelly Wing und 2008 bis Juni mit Jennifer Snyder. Zu den restlichen Turnieren des Jahres und 2009 spielte sie an der Seite von Stacy Rouwenhorst, mit der sie Ende 2008 auch an ihrem ersten Turnier der FIVB World Tour im chinesischen Sanya teilnahm. Bei den Barcelona Open 2009 nahm Pavlik mit Jennifer Fopma erneut an einem Turnier der FIVB World Tour teil. 2010 spielte sie mit Fopma auch die ersten beiden AVP-Turniere, bevor sie eine neue Partnerschaft mit Jenny Kropp einging, die bis April 2013 hielt. Danach spielte sie drei Turniere mit Emily Day, bevor sie mit April Ross bei der WM 2013 in Stare Jabłonki für die verletzte Jennifer Kessy antrat und den vierten Platz erreichte. 2014 spielte Pavlik wieder mit Jennifer Fopma und 2015 mit verschiedenen Partnerinnen. Seit 2017 ist Ross wieder ihre Partnerin.